# آدم رجايبي
آدم رجايبي (مواليد 5 إبريل 1994) هو لاعب كرة قدم تونسي. كان يلعب سابقاً لنادي البنزرتي والترجي الرياضي التونسي ونادي الشرق السعودي.

## المسيرة الدولية
في نوفمبر 2013، استدعي رجايبي لأول مرة لقائمة منتخب تونس، بالإضافة لمشاركاته في منتخب الأواسط والشباب والمنتخب المحليين لكرة القدم.

## ألقاب
البنزرتي
- كأس تونس: 2013

## وصلات خارجية
- آدم رجايبي على موقع قاعدة بيانات كرة القدم.إي يو (الإنجليزية)
- آدم رجايبي على موقع ناشيونال فوتبول تيمز (الإنجليزية)
- آدم رجايبي على موقع Soccerway.com (الإنجليزية)
- آدم رجايبي على موقع عالم كرة القدم.نت (الإنجليزية)

- صفحة اللاعب على سوكرداتابيز